# Resolutie 2405 Veiligheidsraad Verenigde Naties
Resolutie 2405 van de Veiligheidsraad van de Verenigde Naties werd op 8 maart 2018 unaniem aangenomen, en verlengde de UNAMA-missie in Afghanistan met een jaar.

## Standpunten

Het aandeel van vrouwen in het aantal geregistreerde kiezers voor de parlementsverkiezingen in 2018 per provincie.

Speciaal vertegenwoordiger van de secretaris-generaal voor Afghanistan Tadamichi Yamamoto zei dat alle deelnemers aan de tweede conferentie van het Kabul-proces de week voordien hadden ingestemd met rechtstreekse onderhandelingen tussen de Afghaanse regering en de Taliban. President Ashraf Ghani had de Taliban een vredesvoorstel gedaan waarbij ze als politieke partij zou worden erkend als ze zich aan de wet zou houden en de rechten van vrouwen zou respecteren. Hij had ook gezegd dat vrouwen bij het gehele vredesproces zouden worden betrokken. De Afghaanse regering telde op dat moment drie vrouwelijke ministers.
De directeur van de Afghaanse Organisatie voor Beleidsonderzoek en Ontwikkelingsstudies, Mariam Safi, zag de toekomst van haar land somber in na alle vooruitgang op het vlak van bestuur en vrouwenrechten sinds 2001. Het conflict werd steeds complexer met allerlei terreurgroepen die de bevolking viseerden. In 2017 waren 1224 vrouwen gedood; vier keer zoveel als in 2009. Eventuele wijzigingen aan de grondwet voortkomend uit een vredesakkoord met de Taliban mochten in geen geval de rechten en vrijheden van de bevolking beknotten.
De Afghaanse vertegenwoordiger Mahmoud Saikal bedankte de internationale gemeenschap voor de verhoogde ondersteuning in de strijd tegen terreurgroepen. Die groeperingen werden, zo zei hij, vanuit landen in de regio gesteund en waren een nieuwe golf van aanvallen begonnen. Elk jaar kwamen meer dan 10.000 burgers om door aanslagen die buiten Afghanistan waren voorbereid, terwijl ze de georchestreerde terreuraanslagen deden voorkomen als een "burgeroorlog".

## Achtergrond
In 1979 werd Afghanistan bezet door de Sovjet-Unie, die vervolgens werd bestreden door Afghaanse krijgsheren. Toen de Sovjets zich in 1988 terugtrokken raakten ze echter slaags met elkaar. In het begin van de jaren 1990 kwamen ook de Taliban op. In september 1996 namen die de hoofdstad Kabul in. Tegen het einde van het decennium hadden ze het grootste deel van het land onder controle en riepen ze een streng islamitische staat uit. 
In 2001 verklaarden de Verenigde Staten met bondgenoten hun de oorlog en moesten ze zich terugtrekken, waarna een interim-regering werd opgericht. Die stond onder leiding van Hamid Karzai die in 2004 tot president werd verkozen. Hij werd in 2014 opgevolgd door Ashraf Ghani. In 2015 begon het "overgangsdecennium", dat tot 2024 zou duren en waarin Afghanistan opnieuw zelf de controle zou nemen over de veiligheid, het bestuur en de ontwikkeling van het land.

## Inhoud
In Afghanistan was beslist om in 2018 parlements- en in 2019 presidentsverkiezingen te houden. Er moest voor gezorgd worden dat ook vrouwen konden deelnemen en stemmen.
Het was van belang dat Afghanistan over veiligheidsdiensten beschikte die aan de veiligheidsnoden van het land konden voldoen. Het vele terreurgeweld van met name de Taliban, het Haqqani-netwerk en Al Qaida bleef evenwel aanhouden, met een hoog aantal burgerslachtoffers tot gevolg. Het geweld was vaak gericht tegen vrouwen en meisjes. Daarnaast was ook IS vanuit oost-Afghanistan verder verspreid naar het noorden van het land. Men veroordeelde ook de instroom van wapens naar deze groeperingen.
Het mandaat van de VN-missie in Afghanistan werd verlengd tot 17 maart 2019. UNAMA hielp de Afghaanse overheid met het vredesproces, de organisatie van verkiezingen en de internationale steun aan het land.
Lijst ·  2398 ·  2399 ·  2400 ·  2401 ·  2402 ·  2403 ·  2404 ·  2405 ·  2406 ·  2407 ·  2408 ·  2409 ·  2410 ·  2411 ·  2412 ·  2413 ·  2414 ·  2415 ·  2416 ·  2417 ·  2418 ·  2419 ·  2420 ·  2421 ·  2422 ·  2423 ·  2424 ·  2425 ·  2426 ·  2427 ·  2428 ·  2429 ·  2430 ·  2431 ·  2432 ·  2433 ·  2434 ·  2435 ·  2436 ·  2437 ·  2438 ·  2439 ·  2440 ·  2441 ·  2442 ·  2443 ·  2444 ·  2445 ·  2446 ·  2447 ·  2448 ·  2449 ·  2450 ·  2451